# 小行星8337
小行星8337是一颗围绕太阳公转的小行星。1984年9月22日，亨利·德波鸿诺在拉西拉天文台发现了此天体。
这颗小行星的绝对星等为311.07779等。